# Челнинка (приток Актая)
Челнинка (тат. Чаллы) — река в Татарстане, правый приток реки Актай. Длина — 13 км. Площадь водосборного бассейна — 105 км².

## Описание
Исток находится в лесном массиве на границе Алькеевского и Алексеевского районов, в 2,5 км к югу от деревни Александровки. Общее направление течения — западное. Впадает в Актай в 3 км к юго-востоку от села Каргополь на высоте 83,6 метра над уровнем моря.
Имеется малое водохранилище в нижнем течении и крупные пруды на притоках. Местность в водосборе волнистая, изрезана оврагами.
Основные притоки: река Актайка (пр.), овраг Журавлиный (лв.).
Имеется мост чуть выше села Старые Челны в среднем течении.
В бассейне расположены также село Новые Челны и деревня Бибаево-Челны. Численность населения бассейна реки составляет 498 чел. (2018).

## Этимология
Название происходит от тюркско-булгарского слова чаллы — каменный, каменистый.

## Данные водного реестра
По данным государственного водного реестра России относится к Нижневолжскому бассейновому округу, водохозяйственный участок реки — Камский участок Куйбышевского водохранилища от устья Камы до пгт Камское Устье без рек Шешма и Волга, речной подбассейн реки — нет. Речной бассейн реки — Волга от верховий Куйбышевского водохранилища до впадения в Каспий.
Код водного объекта в государственном водном реестре — 11010000312112100004460.